# Vela ai Giochi della XI Olimpiade - Star
La competizione della categoria Star  di vela ai Giochi della XI Olimpiade si è svolta nei giorni dal 4 al 10 agosto 1936 al Kieler Förde (Baia di Kiel).

## Partecipanti
| Nazione       | Barca          | Equipaggio                                  |
| ------------- | -------------- | ------------------------------------------- |
| Belgio        | Freddy         | Albert Vos - Victor Godts                   |
| Francia       | Fada           | Jean-Jacques Herbulot - Pierre de Montaut   |
| Germania      | Wannsee        | Hans-Joachim Weise - Peter Bischoff         |
| Gran Bretagna | Paka           | Keith Grogno - William Welply               |
| Italia        | Pegaso         | Federico De Luca - Riccardo De Sangro Fondi |
| Giappone      | Myojo          | Minoru Takarabe - Takuo Mitsui              |
| Norvegia      | KNS            | Sigurd Herbern - Øivind Christensen         |
| Paesi Bassi   | Bem II         | Bob Maas - Willem de Vries Lentsch          |
| Portogallo    | Vicking        | António de Herédia - Joaquim Fiúza          |
| Stati Uniti   | Three Star Too | William Waterhouse - Woodbridge Metcalf     |
| Svezia        | Sunshine       | Arvid Laurin - Uno Wallentin                |
| Turchia       | Marmara        | Behzat Baydar - Harun Ülmen                 |

## Risultati
| Regata 1 4 agosto | Regata 1 4 agosto | Regata 1 4 agosto | Regata 1 4 agosto | Regata 2 5 agosto | Regata 2 5 agosto | Regata 2 5 agosto | Regata 2 5 agosto | Regata 3 6 agosto | Regata 3 6 agosto | Regata 3 6 agosto | Regata 3 6 agosto | Regata 4 7 agosto | Regata 4 7 agosto | Regata 4 7 agosto | Regata 4 7 agosto |
| Pos.              | Nazione           | Tempo             | Punti             | Pos.              | Nazione           | Tempo             | Punti             | Pos.              | Nazione           | Tempo             | Punti             | Pos.              | Nazione           | Tempo             | Punti             |
| ----------------- | ----------------- | ----------------- | ----------------- | ----------------- | ----------------- | ----------------- | ----------------- | ----------------- | ----------------- | ----------------- | ----------------- | ----------------- | ----------------- | ----------------- | ----------------- |
| 1                 | Germania          | 1-57:37           | 12                | 1                 | Svezia            | 2-01:51           | 12                | 1                 | Germania          | 1-45:24           | 12                | 1                 | Germania          | 2-38:06           | 12                |
| 2                 | Svezia            | 1-59:03           | 11                | 2                 | Paesi Bassi       | 2-02:48           | 11                | 2                 | Gran Bretagna     | 1-49:34           | 11                | 2                 | Svezia            | 2-42:07           | 11                |
| 3                 | Stati Uniti       | 2-05:31           | 10                | 3                 | Gran Bretagna     | 2-03:17           | 10                | 3                 | Svezia            | 1-49:37           | 10                | 3                 | Paesi Bassi       | 2-42:55           | 10                |
| 4                 | Gran Bretagna     | 2-06:13           | 9                 | 4                 | Germania          | 2-03:42           | 9                 | 4                 | Paesi Bassi       | 1-50:05           | 9                 | 4                 | Francia           | 2-42:57           | 9                 |
| 5                 | Norvegia          | 2-08:29           | 8                 | 5                 | Stati Uniti       | 2-03:59           | 8                 | 5                 | Italia            | 1-50:55           | 8                 | 5                 | Portogallo        | 2-43:24           | 8                 |
| 6                 | Portogallo        | 2-09:26           | 7                 | 6                 | Turchia           | 2-04:57           | 7                 | 6                 | Turchia           | 1-51:33           | 7                 | 6                 | Norvegia          | 2-43:52           | 7                 |
| 7                 | Turchia           | 2-09:34           | 6                 | 7                 | Italia            | 2-05:55           | 6                 | 7                 | Norvegia          | 1-51:53           | 6                 | 7                 | Gran Bretagna     | 2-44:26           | 6                 |
| 8                 | Italia            | 2-09:58           | 5                 | 8                 | Giappone          | 2-07:21           | 5                 | 8                 | Stati Uniti       | 1-52:02           | 5                 | 8                 | Belgio            | 2-46:09           | 5                 |
| 9                 | Giappone          | 2-14:06           | 4                 | 9                 | Belgio            | 2-08:44           | 4                 | 9                 | Francia           | 1-52:11           | 4                 | 9                 | Stati Uniti       | 2-48:10           | 4                 |
| 10                | Francia           | 2-22:01           | 3                 | 10                | Norvegia          | 2-10:10           | 3                 | -                 | Giappone          | DNF               | 0                 | 10                | Giappone          | 2-48:37           | 3                 |
| 11                | Belgio            | 2-25:08           | 2                 | -                 | Francia           | DQ                | 0                 | -                 | Portogallo        | DNF               | 0                 | 11                | Italia            | 2-49:15           | 2                 |
| -                 | Paesi Bassi       | DNF               | 0                 | -                 | Portogallo        | DQ                | 0                 | -                 | Belgio            | DNS               | 0                 | 12                | Turchia           | 2-51:57           | 1                 |

| Regata 5 8 agosto | Regata 5 8 agosto | Regata 5 8 agosto | Regata 5 8 agosto | Regata 6 9 agosto | Regata 6 9 agosto | Regata 6 9 agosto | Regata 6 9 agosto | Regata 7 10 agosto | Regata 7 10 agosto | Regata 7 10 agosto | Regata 7 10 agosto |
| Pos.              | Nazione           | Tempo             | Punti             | Pos.              | Nazione           | Tempo             | Punti             | Pos.               | Nazione            | Tempo              | Punti              |
| ----------------- | ----------------- | ----------------- | ----------------- | ----------------- | ----------------- | ----------------- | ----------------- | ------------------ | ------------------ | ------------------ | ------------------ |
| 1                 | Paesi Bassi       | 1-58:59           | 12                | 1                 | Germania          | 2-23:04           | 12                | 1                  | Germania           | 1-41:03            | 12                 |
| 2                 | Germania          | 2-00:08           | 11                | 2                 | Paesi Bassi       | 2-23:20           | 11                | 2                  | Francia            | 1-44:51            | 11                 |
| 3                 | Stati Uniti       | 2-00:54           | 10                | 3                 | Svezia            | 2-26:37           | 10                | 3                  | Paesi Bassi        | 1-46:47            | 10                 |
| 4                 | Norvegia          | 2-01:55           | 9                 | 4                 | Stati Uniti       | 2-26:47           | 9                 | 4                  | Svezia             | 1-47:03            | 9                  |
| 5                 | Francia           | 2-02:12           | 8                 | 5                 | Gran Bretagna     | 2-27:03           | 8                 | 5                  | Turchia            | 1-47:39            | 8                  |
| 6                 | Turchia           | 2-03:19           | 7                 | 6                 | Norvegia          | 2-27:32           | 7                 | 6                  | Gran Bretagna      | 1-47:47            | 7                  |
| 7                 | Portogallo        | 2-03:52           | 6                 | 7                 | Francia           | 2-28:21           | 6                 | 7                  | Italia             | 1-48:03            | 6                  |
| 8                 | Gran Bretagna     | 2-07:18           | 5                 | 8                 | Portogallo        | 2-28:44           | 5                 | 8                  | Stati Uniti        | 1-48:15            | 5                  |
| 9                 | Italia            | 2-07:59           | 4                 | 9                 | Giappone          | 2-30:27           | 4                 | 9                  | Norvegia           | 1-48:52            | 4                  |
| 10                | Belgio            | 2-08:06           | 3                 | 10                | Italia            | 2-31:07           | 3                 | 10                 | Belgio             | 1-49:23            | 3                  |
| 11                | Giappone          | 2-09:09           | 2                 | 11                | Turchia           | 2-31:20           | 2                 | 11                 | Portogallo         | 1-52:03            | 2                  |
| 12                | Svezia            | 2-10:40           | 1                 | 12                | Belgio            | 2-39:13           | 1                 | 12                 | Giappone           | 1-52:08            | 1                  |

## Classifica finale
| Pos.    | Nazione       | Barca          | Equipaggio                                  | Punti Totali | Punti ottenuti nelle regate | Punti ottenuti nelle regate | Punti ottenuti nelle regate | Punti ottenuti nelle regate | Punti ottenuti nelle regate | Punti ottenuti nelle regate | Punti ottenuti nelle regate |
| Pos.    | Nazione       | Barca          | Equipaggio                                  | Punti Totali | 1                           | 2                           | 3                           | 4                           | 5                           | 6                           | 7                           |
| ------- | ------------- | -------------- | ------------------------------------------- | ------------ | --------------------------- | --------------------------- | --------------------------- | --------------------------- | --------------------------- | --------------------------- | --------------------------- |
| Oro     | Germania      | Wannsee        | Hans-Joachim Weise - Peter Bischoff         | 80           | 12                          | 9                           | 12                          | 12                          | 11                          | 12                          | 12                          |
| Argento | Svezia        | Sunshine       | Arvid Laurin - Uno Wallentin                | 64           | 11                          | 12                          | 10                          | 11                          | 1                           | 10                          | 9                           |
| Bronzo  | Paesi Bassi   | Bem II         | Bob Maas - Willem de Vries Lentsch          | 63           | 0                           | 11                          | 9                           | 10                          | 12                          | 11                          | 10                          |
| 4       | Gran Bretagna | Paka           | Keith Grogno - William Welply               | 56           | 9                           | 10                          | 11                          | 6                           | 5                           | 8                           | 7                           |
| 5       | Stati Uniti   | Three Star Too | William Waterhouse - Woodbridge Metcalf     | 51           | 10                          | 8                           | 5                           | 4                           | 10                          | 9                           | 5                           |
| 6       | Norvegia      | KNS            | Sigurd Herbern - Øivind Christensen         | 44           | 8                           | 3                           | 6                           | 7                           | 9                           | 7                           | 4                           |
| 7       | Francia       | Fada           | Jean-Jacques Herbulot - Pierre de Montaut   | 41           | 3                           | 0                           | 4                           | 9                           | 8                           | 6                           | 11                          |
| 8       | Turchia       | Marmara        | Behzat Baydar - Harun Ülmen                 | 38           | 6                           | 7                           | 7                           | 1                           | 7                           | 2                           | 8                           |
| 9       | Italia        | Pegaso         | Federico De Luca - Riccardo De Sangro Fondi | 34           | 5                           | 6                           | 8                           | 2                           | 4                           | 3                           | 6                           |
| 10      | Portogallo    | Vicking        | António de Herédia - Joaquim Fiúza          | 28           | 7                           | 0                           | 0                           | 8                           | 6                           | 5                           | 2                           |
| 11      | Giappone      | Myojo          | Minoru Takarabe - Takuo Mitsui              | 19           | 4                           | 5                           | 0                           | 3                           | 2                           | 4                           | 1                           |
| 12      | Belgio        | Freddy         | Albert Vos - Victor Godts                   | 18           | 2                           | 4                           | 0                           | 5                           | 3                           | 1                           | 3                           |